# 懷氏白鮭
懷氏白鮭，為輻鰭魚綱鮭形目鮭科的一種，為溫帶淡水魚，分布於歐洲德國、波蘭、瑞典、芬蘭與俄羅斯波羅的海沿岸淡水流域，體長可達55公分，棲息在底中層水域，會行洄游，生活習性不明。